# Archisagittoidea
De Archisagittoidea zijn een klasse van de pijlwormen waartoe volgens sommige auteurs de worm Amiskwia sagittiformis behoort. Het is een fossiel van een groot ongewerveld dier uit het Midden Cambrium. De fossielen zijn gevonden in Canada (Burgess shale formatie) en in China (Maotianshan shale formatie van Yunnan).
Over de plaatsing van deze fossiele worm als klasse binnen de stam van de pijlwormen is geen consensus.

## Indeling
- Klasse Archisagittoidea
  - Familie Amiskwiidae
    - Geslacht Amiskwia
      - Soort Amiskwia sagittiformis